# Huperzia eversa
Huperzia eversa là một loài thực vật có mạch trong Họ Thạch tùng. Loài này được (Poir.) B. Øllg. mô tả khoa học đầu tiên năm 1988.